# Paraphileurus venezuelensis
Paraphileurus venezuelensis är en skalbaggsart som beskrevs av Ohaus 1910. Paraphileurus venezuelensis ingår i släktet Paraphileurus och familjen Dynastidae. Inga underarter finns listade i Catalogue of Life.